# Katastrofa lotu Eastern Air Lines 605
Katastrofa lotu Eastern Air Lines  605 wydarzyła się 30 maja 1947 roku w Bainbridge w stanie Maryland. McDonnell Douglas C-54 Skymaster należący do Eastern Air Lines i lecący z Newark do Miami, rozbił się kilkanaście minut po starcie. W katastrofie zginęły 53 osoby (49 pasażerów i 4 członków załogi) – wszyscy na pokładzie.
C-54 Skymaster miał 3 lata i wylatane 3623 godzin. O godzinie 17:04 C-54 wystartował z lotniska Newark Airport w lot do Miami. Kilka chwil później samolot wzniósł się na wysokość 4000 stóp (ok. 1220 m). O godz. 17:41 C-54 zniknął z radarów lotniska w Newark. Świadkowie widzieli chwilę przed katastrofą, jak samolot wpadł w lot nurkowy i uderzył o ziemię.
Przyczyny katastrofy nigdy nie wyjaśniono. Jako możliwą podaje się utratę kontroli nad maszyną spowodowaną problemami ze sterem wysokości.